# Micrapatetis tripartita
Micrapatetis tripartita är en fjärilsart som beskrevs av Butler 1886. Micrapatetis tripartita ingår i släktet Micrapatetis och familjen nattflyn. Inga underarter finns listade i Catalogue of Life.